# تس‌ژی تونگ‌جیان
تس‌ژی تونگ‌جیان (۱۰۸۴) یک تاریخ‌نامه است که در دوران سلسله سونگ شمالی (۹۶۰–۱۱۲۷) منتشر شد و تاریخ چین را از ۴۰۳ پیش از میلاد تا ۹۵۹ میلادی ثبت می‌کند. این اثر ۱۶ سلسله و تقریباً ۱۴۰۰ سال را در بر می‌گیرد. متن اصلی شامل ۲۹۴ طومار است که هرکدام معادل یک فصل هستند و در مجموع حدود ۳ میلیون کاراکتر چینی را شامل می‌شود.
در سال ۱۰۶۵، امپراتور یینگ زونگ به مقام رسمی خود، سیما گوانگ (۱۰۱۹–۱۰۸۶)، مأموریت داد تا پروژه‌ای برای تدوین یک تاریخ جهانی از چین راه‌اندازی کند و بودجه و اختیار لازم برای انتصاب کارکنان خود را به او اعطا کرد. تیم او ۱۹ سال وقت صرف تکمیل این اثر کرد و در سال ۱۰۸۴ این اثر به جانشین یینگ زونگ، امپراتور شن‌زونگ از سونگ ارائه شد. این اثر مورد استقبال قرار گرفت و تأثیر شگرفی بر پژوهشگران و عموم مردم گذاشت. اندیمیون ویلکینسون این اثر را در سطح مرجع می‌داند: «این اثر تأثیر عظیمی بر تاریخ‌نگاری بعدی چین داشته است، چه به‌طور مستقیم یا از طریق خلاصه‌ها، ادامه‌ها و اقتباس‌های متعدد. این همچنان یک منبع فوق‌العاده مفید برای بررسی سریع و قابل‌اعتماد رویدادها در یک زمان خاص است». آشیل فانگ دربارهٔ این اثر نوشت: «[تس‌ژی تونگ‌جیان] و بازآرایی‌ها، خلاصه‌ها و ادامه‌های متعدد آن، عملاً تنها تاریخ‌های عمومی بودند که بیشتر خوانندگان چین پیشا-جمهوری با آن‌ها آشنا بودند.»